# Enrique Gómez Muñoz
Enrique Gómez Muñoz, conegut futbolísticament com a Spencer, (Sevilla, 20 de juliol de 1898 - Sevilla, 14 de març de 1926) fou un futbolista andalús de les dècades de 1910 i 1920. Va ser internacional un cop amb la selecció espanyola.

## Trajectòria
Fou una de les primeres figures del Sevilla FC d'inicis de Segle XX. Va néixer al barri de Triana de la capital andalusa el 1898. La seva posició al camp era la d'interior dret. Començà la seva carrera al modest Victoria FC, jugant més tard a l'Athletic Club de Sevilla i Recreativo de Sevilla, fins que l'any 1913 fitxà pel Sevilla FC. Ja amb 17 anys començà a ser un fix a les alineacions del primer equip. Degut al fet que la seva família no volia que jugués a futbol, fou la raó per la qual adoptà el sobrenom l'Spencer. Guanya el Campionat d'Andalusia de futbol 9 cops (1917 i vuit de consecutius 1919/1926). Juntament amb els seus companys Escobar, Kinké, León i Brand formà una línia davantera que fou coneguda com la davantera de la por. L'any 1920 jugà breument a la Sportiva Ovetense, on fou destinat a realitzar el servei militar. La temporada 1922-23 jugà al RCD Espanyol. Jugà un partit amb la selecció espanyola el 16 de desembre de 1923 (Espanya 3-Portugal 0, a Sevilla).
L'any 1926 fou operat d'apendicitis, però la seva reaparició forçada en un partit de copa davant el Reial Madrid, provocà que recaigués de la malaltia i hagués de ser operat novament d'urgència. El diumenge 14 de març va morir, quan només tenia 27 anys. En el seu honor es creà una Copa que portava el seu nom, que es disputà durant diverses temporades.